# Політехнічний ліцей НТУУ «КПІ»
Політехнічний ліцей НТУУ КПІ — ліцей міста Києва, володар багатьох престижних нагород. Заснований 29 травня 1991 року, засновником ліцею є НТУУ «КПІ». Станом на 1 вересня 2009 року в ліцеї навчався 691 учень. Вступ до навчального закладу здійснюється на конкурсній основі.

## Про ліцей
Територіально ліцей розміщено в 4-х місцях:
- 1-4 класи — вул. Олекси Тихого, 21a (приміщення ДНЗ № 677), вул. Олекси Тихого, 57 (приміщення ЗНЗ № 229)
- 5-8 класи — бул. Вацлава Гавела, 41a
- 9-11 класи — на території НТУУ «КПІ»

Для організаційної та виховної роботи Ліцею таке розміщення має свої переваги. Так, ліцеїсти старших класів значно швидше адаптуються до студентського середовища, що допомагає їм в подальшому навчанні у ВНЗ. Період адаптації звичайних школярів триваліший. Контроль за перебуванням ліцеїстів здійснюється кураторами груп. Заняття з хімії проходять в лабораторіях хіміко-технологічного факультету, в ліцеї є фізичні лабораторії. Заняття фізкультурою в 10-11 класах проходять в спорткомплексі НТУУ «КПІ».
Середні і молодші класи знаходяться окремо від старшокласників і студентів, що пом'якшує адаптацію, але ціла низка і виховних заходів, і туристично-краєзнавчих екскурсій, і конкурсів об'єднує всіх ліцеїстів.

## Профілі навчання
| Класи      | Профілі навчання |
| ---------- | --- |
| 1-4 класи  | - математика (за програмою «Росток»), логіка, англійська мова |
| 5-6 класи  | - математика, логіка, вступ до фізики, англійська мова |
| 7-8 класи  | - напрямок з поглибленим вивченням математики та фізики; - напрямок з поглибленим вивченням іноземної мови; - напрямок з поглибленим вивченням біології та хімії |
| 9-11 класи | - фізико-математичний профіль; - економіко-технологічний профіль; - хіміко-технологічний профіль; - філологічний профіль; - адміністративний менеджмент.         |

## Дозвілля
Не лише навчанням цікавляться ліцеїсти. Свої таланти діти демонструють на щорічних мистецьких та спортивних конкурсах всіх рівнів.
Вже не перший рік в ліцеї організовується Літня англійська школа (червень) для охочих застосувати свої мовні знання на практиці, адже викладачі школи англомовні.
Літній наметовий табір запрошує туристів та просто романтиків. Проживання в наметах, приготування їжі на вогнищі — омріяний відпочинок для багатьох ліцеїстів.
Ліцеїсти, які зацікавилися скаутингом, є членами скаутської організації «Плай» — добровільне об'єднання молоді, яке спрямоване на всебічний розвиток і виховання особистості, відповідального за своє суспільство громадянина. Збори-походи, свята-презентації, ігри, конкурси — далеко не повний перелік заходів, до яких мають змогу долучитися діти.
Екскурсії по Україні сприяють вивченню культури, побуту, звичаїв, обрядів рідного народу та, безумовно, збагачують духовний світ дитини. Лише протягом декількох останніх років ліцеїсти відвідали Львів, Кам'янець-Подільський, Хотин, Старий Самбір, Вінницю, Запоріжжя, легендарну Хортицю тощо. Закордонні подорожі розширюють світогляд та забезпечують чудовий відпочинок.
В ліцеї працює система учнівського самоврядування «Партнер», завдяки якій дитина вчиться вмінню реалізувати себе, керувати своїм життям, відстоювати свою позицію та допомагати іншим.
Найцікавіші новини ліцейного життя знаходять своє відображення на сторінках газети «Ліцей-інформ», гасло якої: «Про що не чують, того не цінують!» Журналістами, звичайно, виступають учні.

## Міжнародне співробітництво
Ліцей має широкі міжнародні зв'язки. З 2001 року укладена Угода про співпрацю із Зесполом Електронічних Шкіл м. Ряшева (Польща), з 2005 року — з навчальними закладами м. Оребро (Швеція), з 2007 року співпрацюємо з СУНЦ МДУ ім. М. В. Ломоносова — Фізико-математичною школою ім. А. М. Колмогорова. Тому наші ліцеїсти мають можливість брати участь у міжнародних партнерських олімпіадах, конференціях, семінарах, обмінюватися досвідом через мережу Інтернет або шляхом безпосереднього спілкування. Традиційно Ліцей організовує обмін учнівськими групами для проведення практики і екскурсійних програм із закордонними партнерами. 3 2002 року ліцей є учасником Міжнародної освітньої програми «POMOST-INTERNATIONAL», організованої за сприяння мера міста Баффало (Нью-Йорк) Антоніо Масіелло, що дозволяє ліцеїстам вдосконалювати свої знання з іноземної мови, набувати навичок вільного спілкування англійською. У 2009 році ліцей став учасником освітнього соціального проекту «SUMMER WORLD WITHOUT BORDERS 2008/09».

## Основні досягнення ліцею
За результатами роботи 1995/96 н.р. Ліцею присвоєно міжнародний Соросівський грант. 10 викладачів одержали звання «Вчитель Сороса», а 15 ліцеїстів стали Соросівськими стипендіатами.
- 2002 рік — почесна відзнака «Золота сова» Малої академії наук
- 2006 рік — диплом «Найкращий навчальний заклад»
- 2009 рік — свідоцтво про атестацію з відзнакою

## Постаті
- Козленко Олег Володимирович — заслужений учитель України[1].